# Piórkowo (Płoskinia)
Piórkowo (deutsch Födersdorf, auch: Födersdorf, Forst) ist ein Ort in der polnischen Woiwodschaft Ermland-Masuren. Er gehört zur Gmina Płoskinia (Landgemeinde Plaßwich) im Powiat Braniewski (Kreis Braunsberg).

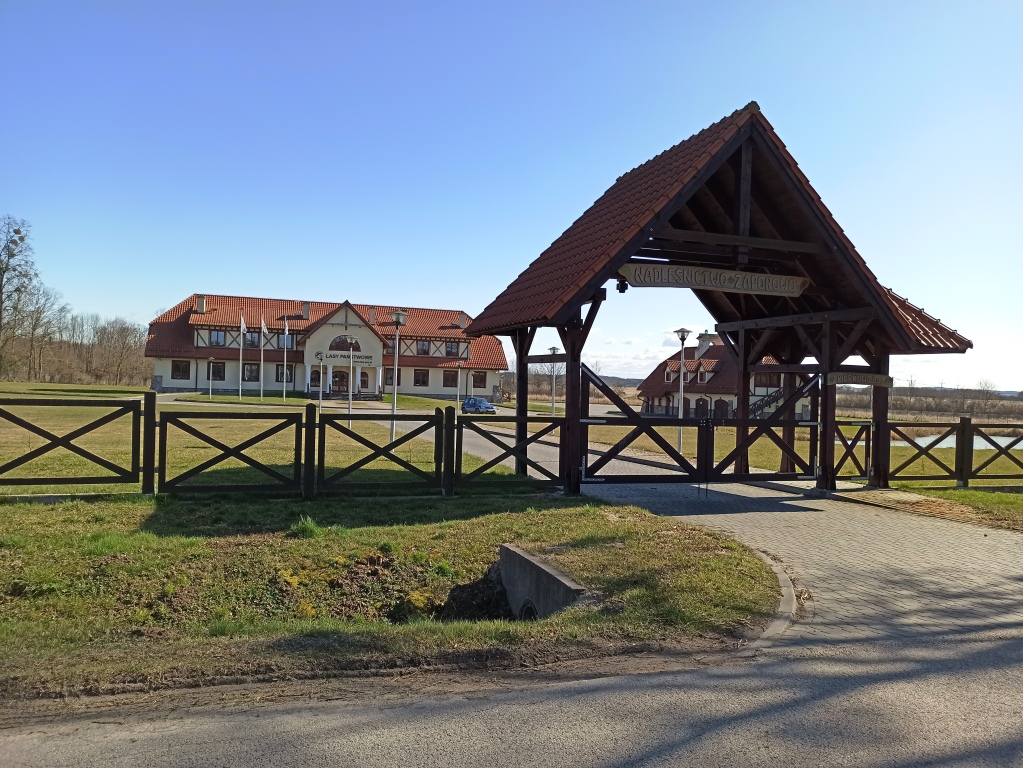
Amtssitz des Forstbezirks Zaporowo in Piórkowo

## Geographische Lage
Piórkowo liegt im Nordwesten der Woiwodschaft Ermland-Masuren, 15 Kilometer südöstlich der Kreisstadt Braniewo (Braniewo).

## Geschichte
Der kleine Gutsort Federsdorf – erst nach 1820 Födersdorf genannt – wurde am 18. Juni 1874 Amtsdorf und damit namensgebend für einen Amtsbezirk im ostpreußischen Kreis Braunsberg, Regierungsbezirk Königsberg. Zugehörig war lediglich der Gutsbezirk Födersdorf, Forst (Oberförsterei). Am 1. Dezember 1910 zählte Födersdorf insgesamt 56 Einwohner.
Am 30. September 1928 wurden alle Ortsteile des Gutsbezirks Födersdorf, Forst, in die Nachbargemeinden Parlack (polnisch Pierławki) und Tiedmannsdorf (polnisch Chruściel) umgegliedert. Die Oberförsterei Födersdorf kam zur Landgemeinde Tiedmannsdorf. Danach wurde der Amtsbezirk Födersdorf aufgelöst.
Im Zusammenhang der Abtretung des gesamten südlichen Ostpreußen in Kriegsfolge im Jahre 1945 an Polen erhielt Födersdorf die polnische Namensform „Piórkowo“. Der heute als Osada leśna (= „Waldsiedlung“) eingestufte Ort ist in den Verbund der Gmina Płoskinia (Landgemeinde Plaßwich) im Powiat Braniewski (Kreis Braunsberg) einbezogen, von 1975 bis 1998 der Woiwodschaft Elbląg, seither der Woiwodschaft Ermland-Masuren zugehörig.

## Hügelgrabfriedhof
In unmittelbarer Nähe zu Piórkowo befindet sich ein Hügelgrabfriedhof aus der Bronzezeit. Er wurde 1828 entdeckt und wurde schon für viele Forscher zur Aufgabe. Von 1904 bis 1906 war hier der Archäologe Adalbert Bezzenberger tätig. 
In polnischer Zeit forschte man von 1980 bis 1987. Auch jetzt noch führt man Untersuchungen durch, die dem archäologischen Institut der Universität Warschau zugeordnet sind. 
Für den Hügelgrabfriedhof verantwortlich zeichnet das Nadleśnictwo Zaporowo (= „Forstbezirk Zaporowo“) in Piórkowo.

## Religion
Piórkowo gehört heute wie bereits Födersdorf vor 1945 zur römisch-katholischen Pfarrei in Groß Rautenberg (polnisch Wielkie Wierzno) im heutigen Erzbistum Ermland. 
Außerdem war Födersdorf bis 1945 in die evangelische Kirche Braunsberg (polnisch Braniewo) in der Kirchenprovinz Ostpreußen der Kirche der Altpreußischen Union eingegliedert. Heute ist der Ort der Diözese Masuren der Evangelisch-Augsburgischen Kirche in Polen zugeordnet.

## Verkehr
Piórkowo liegt an der Woiwodschaftsstraße 506, die ab der Schnellstraße 22-Anschlussstelle Braniewo Południe (= „Braunsberg Süd“) die Verlängerung der von Braniewo kommenden Landesstraße 54 darstellt und über Chruściel (Tiedmannsdorf) bis nach Nowica (Neumark) an der Woiwodschaftsstraße 509 führt.
Bahnstation für Piórkowo ist Chruściel an der früher der Preußischen Ostbahn zugehörigen Bahnstrecke Malbork–Braniewo (–Mamonowo–Kaliningrad), die allerdings nicht mehr regulär befahren wird. Piórkowo ist über ein Betriebsanschlussgleis mit der Strecke auch direkt verbunden.

## Persönlichkeiten
- Heinrich Eberts (* 14. Mai 1883 in Födersdorf), Forst- und Ministerialbeamter, Lehrer an den Forstakademien in Eberswalde und Hannoversch Münden († 1979)